# Plotin
Plotin (grč. Πλωτῖνος, Plotinos) (Likopol, o. 205. – Minturneja, kraj Rima, 270.), grčki filozof, jedan od osnivača i glavnih predstavnika novoplatonizma, dominantne filozofske tradicije grčko-rimskoga carskoga doba kasne antike do prodora kršćanstva.

## Životopis
Rodio se u Likopolu u Egiptu, a oko 232. godine pošao je u Aleksandriju studirati filozofiju. Bio je učenik Amonija Sakasa.
Budući da su ga zanimale istočne religije i misticizam, posebno filozofija Perzijanaca i Indijaca, pošao je godine 243. s rimskim carem Gordijanom III. u rat protiv Perzije. Pothvat je propao, car je ubijen, a Plotin je sljedeće godine izbjegao iz Mezopotamije u Rim, gdje je 26 godina poučavao filozofiju do kraja života.
Car Gallien i njegova žena Salonina visoko su cijenili i častili Plotina. On je to prijateljstvo pokušao upotrijebiti kako bi neki propali grad u Campaniji obnovio kao Platonopolis, polis u kojem bi on, njegovi drugovi i ostali živjeli po Platonovim zakonima. Ovaj pothvat nije uspio, osujetili su ga, kako Porphyrij kaže, neki zavidnici bliski kralju.

## Plotinova filozofija
Znan je kao obnovitelj platonizma, no, kako već njegov učenik Porphyrij kaže, u njegovo su djelo prikriveno primiješana mnoga učenja aristotelizma i stoicizma, napose Aristotelova Metafizika, a danas bismo pridodali i onodobnu mistiku i hermetičke spise. Njegovo učenje, svojevremeno veoma popularno u Rimu, gdje je predavao filozofiju, za svoj vrhunac ima Jedno, božanstvo koje vječno emanira, a rezultat tog emaniranja je sve postojeće. Jedno nije moguće spoznati, jer je iznad i izvan spoznajnog aparata pojedinaca. Pojavnost Jednog zrcali se u prvoj emanenciji, Duhu (Nus), koji, pak, u sebi nosi misleće i zamišljeno, dakle pretpostavljenu dvojnost. Iz duha proizlazi Duša, most između nadosjetilnog i osjetilnog svijeta. Zadnja iz Jednoga proizlazi materija, koja je istovjetna nebiću i zlu. Te tri hipostaze ("podstave") zajedno čine trojstvo koje je osnovna postavka Plotinove filozofije. Suprotan putu kojim svijet emanira iz Jednoga, put je kojim se duša uzdiže (vraća) do božanskoga Jednoga, čisteći se u vrlini i spoznaji svoje prave naravi.

## Djela
Plotin je isprva naučavao usmeno držeći se zavjeta, a od 253. počeo je i zapisivati svoja predavanja.
Njegov učenik Porphyrij je prikupio i nakon Plotinove smrti izdao pedeset i četiri njegova predavanja objavivši ih u šest knjiga, od kojih svaka ima devet rasprava, odakle i naziv Eneade "Devetice". Prije Porphyrijeva izdanja čini se da su postojale i kružile manje pouzdane inačice Plotinovih rasprava, a da je editio princeps Eustokhijevo.

## Plotinovi učenici
Kako svjedoči Porphyrij u Plotinovu životopisu, Plotin je imao mnogo slušača, od kojih se prije i uz Porphyrija najviše isticao Amelij iz Etrurije, a spominju se i Paulin iz Skythopola, Eustokhije iz Alexandrije (koji je uz Plotina ostao do njegove smrti), Arapin Zeth, pa i neki senatori kao Marcell Orontij, Sabinill i Rogatian, ili žene kao Gamina, njena kći Gamina, Amphikleia i Potamona.
Pri susretima škole čitali bi se i raspravljali Platonovi dijalozi, ali i komentari srednjih platonika (npr. Attik), peripatetika (posebno Alexandra iz Aphrodisijade) i Numenija. Za potonjega se u Grčkoj čak govorkalo da Plotin prisvaja njegova učenja, zbog čega je Amelij napisao obrambeni spis O razlici između učenja Plotina i Numenija.

## Recepcija
Plotinova filozofija nastavila je imati velik utjecaj na kasniju zapadnjačku filozofiju, kasnoantičku, srednjovjekovnu latinsku i arapsku te na dio novovjekovne, posebno njemačke filozofije. Sv. Aurelije Augustin, središnja osoba kasnoantičke kršćanske misli i teologije, naveliko je rabio pojmove i dosege platonističke filozofije da obrazloži kršćanska uvjerenja, pri čem je za njega Platonova filozofija zapravo bila filozofija Plotinova Platona. S druge strane, arapski aristotelizam, glavna struja arapske filozofije, u sebe je umiješao novoplatonizmom, i kao Aristotelove teologiju smatrao djelo koje je parafraza Plotinovih Eneada s Porphyrijevim komentarima. Posredno preko nekih arapskih filozofa, posebno Avicenne, novoplatonizam utječe i na srednjovjekovnu latinsku skolastiku.
Plotinovo djelo na Zapadu opet postaje izravno dostupno 1492. u latinskome prijevodu renesansnoga platonista Marsilija Micina, a to utječe na novoplatonički obilježeno čitanje Platona u renesansi. Osim toga, utjecaj i bliskost s Plotinovom filozofijom pokazuje i platonizam u Cambridgeu (druga pol. 17. st.), njemački idealizam (Schelling, Hegel) i romantizam.

## Vanjske poveznice
- Stanford enciklopedija (eng)
- Internet Encyclopedia of Philosophy
- Plotin (eng)  Arhivirana inačica izvorne stranice od 4. veljače 2010. (Wayback Machine)